# Đồ đôi
Đồ đôi (tiếng Anh: couple costume hoặc couple look) là việc một cặp đôi (thường là tình nhân) đội cùng một kiểu mũ, mặc cùng một kiểu áo thun (hay còn gọi là áo đôi hay áo cặp), hoặc là diện cùng một kiểu trang phục khác ở nơi công cộng để đánh dấu mối quan hệ của họ, gọi thông tục là "khẳng định chủ quyền". Mặc đồ đôi chủ yếu hiện diện ở Hàn Quốc, Đài Loan, Việt Nam và đang ngày càng trở nên phổ biến tại Trung Quốc đại lục sau khi cải cách và mở cửa.
Các cặp đôi trẻ của châu Á công khai mối quan hệ chính thức của họ bằng cách chưng diện cùng một kiểu quần áo khi đi ra ngoài với nhau. Hiện nay, đây đang là xu hướng thời trang của các cặp đôi trẻ. Họ thường diện chung áo thun, áo sơ mi, áo hoodie, áo len, áo vest hoặc áo khoác sao cho ăn khớp với nhau. Những bộ trang phục này thường được in hình đồ họa hay khẩu hiệu vui nhộn để có thể phù hợp với những đối tượng trẻ tuổi hơn.
Các từ đồng nghĩa: áo cặp, áo đôi, đồ couple

## Trong các ngôn ngữ khác
- Tiếng Hoa: 情侶裝 (phồn thể) hoặc 情侣装 (giản thể) (bính âm: qíng lǚ zhuāng; Hán Việt: tình lữ trang, dịch là: đồ đôi)
- Tiếng Nhật: カップルTシャツ (rōmaji: kappuru tīshatsu, dịch là: áo đôi)
- Tiếng Hàn: 커플룩 (romaja: keopeullug, dịch là: đồ đôi)
- Tiếng Anh: couple costume, couple look